# Wulf
Lieuwe Albertsma (Weesp, 25 november 1987), beter bekend onder zijn artiestennaam Wulf, is een Nederlandse zanger.

## Carrière
In 2012 deed hij mee aan The Voice of Holland, maar er draaide geen enkele stoel om tijdens zijn auditie. Hierdoor kwam hij niet verder in de talentenjacht.
In 2016 werkte hij samen met Lucas & Steve en Sam Feldt. Hun nummer Summer on You belandde op de vierde plaats van de Nederlandse Top 40. In 2017 maakte hij zijn eerste eigen single, Mind Made Up, die ook in de Top 40 kwam.
In 2018 scoorde Wulf nog een hit met de single All Things under the Sun. Later dat jaar bracht Wulf de nummers Switching Gears en Watch Me Go uit. Laatstgenoemd nummer werd als openingslied gebruikt voor het SBS6-programma House of Talent.
Wulf betrad voor het eerst het podium van de Vrienden van Amstel LIVE! in januari 2019. Hier speelde hij samen met Sanne Hans (van Miss Montreal) zijn single All Things under the Sun. Twee maanden later brachten de beide artiesten een duet uit op single, getiteld Scared of Love. Op 13 september 2019 bracht hij zijn debuutalbum This Is Wulf uit.
In 2020 deed Wulf mee met de Beste Zangers. Hij bracht daar onder andere Blauwe dag van Suzan en Freek en Over de muur van Klein Orkest ten gehore.
In mei 2021 was Wulf tijdens de finale van het Eurovisiesongfestival 2021 in Rotterdam te horen met een vooraf opgenomen productie van Ten Feet Tall op de Erasmusbrug.

## Discografie

### Albums
- This Is Wulf (2019)

### Singles
| Single met eventuele hitnotering(en) in de Nederlandse Top 40 | Datum van verschijnen | Datum van binnenkomst | Hoogste positie | Aantal weken | Opmerkingen                                                 |
| ------------------------------------------------------------- | --------------------- | --------------------- | --------------- | ------------ | ----------------------------------------------------------- |
| Summer on You                                                 | 2016                  | 16-07-2016            | 4               | 21           | met Sam Feldt & Lucas & Steve / Nr. 12 in de Single Top 100 |
| Mind Made Up                                                  | 2017                  | 07-10-2017            | 15              | 15           | Nr. 62 in de Single Top 100                                 |
| All Things under the Sun                                      | 2018                  | 27-01-2018            | 17              | 21           | Nr. 55 in de Single Top 100 / Alarmschijf                   |
| Switching Gears                                               | 2018                  | 23-06-2018            | 32              | 5            | Alarmschijf                                                 |
| Watch Me Go                                                   | 2018                  | 25-08-2018            | 32              | 5            | Intromuziek House of Talent / Alarmschijf                   |
| Front Row Ticket                                              | 2018                  | 12-01-2019            | 30              | 7            |                                                             |
| Scared of Love                                                | 2019                  | 30-03-2019            | 31              | 5            | met Miss Montreal                                           |
| Anyone out There?                                             | 2019                  | 17-08-2019            | tip3            | -            |                                                             |
| Half of What You Do                                           | 2020                  | 11-01-2020            | tip20           | -            |                                                             |
| Lonely Door                                                   | 2020                  | 02-05-2020            | tip19           | -            |                                                             |
| Over de muur                                                  | 2020                  | -                     |                 |              | Nr. 93 in de Single Top 100                                 |
| I'm Not Going Anywhere                                        | 2021                  | 27-02-2021            | tip17           | -            |                                                             |
| Okay                                                          | 2021                  | 31-07-2021            | tip24           | -            | met Nicky Romero & Marf                                     |
| Xmas Time                                                     | 2021                  | 11-12-2021            | tip23           | -            |                                                             |
| Somebody to Love                                              | 2022                  | 16-07-2022            | tip2            | -            | met Marf                                                    |

| Single met hitnotering(en) in de Vlaamse Ultratop 50 | Datum van verschijnen | Datum van binnenkomst | Hoogste positie | Aantal weken | Opmerkingen                   |
| ---------------------------------------------------- | --------------------- | --------------------- | --------------- | ------------ | ----------------------------- |
| Summer on You                                        | 2016                  | 30-07-2016            | tip12           | -            | met Sam Feldt & Lucas & Steve |
| Mind Made Up                                         | 2017                  | 17-02-2018            | tip28           | -            |                               |
| All Things under the Sun                             | 2018                  | 07-07-2018            | tip22           | -            |                               |

### NPO Radio 2 Top 2000
Van Wulf stond alleen All Things Under the Sun in 2020 in de NPO Radio 2 Top 2000, op plek 1825.